# 24ª Squadriglia
La 24ª Squadriglia del Servizio Aeronautico del Regio Esercito fu operativa dal 2 marzo 1917 con gli aerei Savoia-Pomilio SP.2.

## Storia

### Prima guerra mondiale
La 24ª Squadriglia nasce nel febbraio 1917 a Pordenone su Savoia-Pomilio SP.2 diventando operativa dal 2 marzo a Cavazzo Carnico nel II Gruppo (poi 2º Gruppo volo) per la 2ª Armata al comando del Capitano Umberto Venanzi che dispone di altri 8 piloti tra cui il Sottotenente Antonio Locatelli e 3 osservatori.
Il 10 aprile va nel VI Gruppo (poi 6º Gruppo caccia) ed il 7 giugno va al Campo di aviazione di Casoni di Mussolente nel VII Gruppo (poi 7º Gruppo Autonomo Caccia Terrestre). L'11 luglio Venanzi mitraglia un aereo costringendolo ad un atterraggio nelle sue linee ed il 21 luglio il reparto torna a Cavazzo Carnico nel VI Gruppo ricevendo dei Savoia-Pomilio SP.3.
In agosto il comando interinale va al Tenente osservatore Adriano Monti (generale) ed ai primi di novembre il comando passa al Cap. Fabiano Venier che dispone di 6 piloti ed altri 5 osservatori.
Il 7 novembre lo S.P.3 di Venier viene abbattuto dai caccia tedeschi ed il 10 novembre il reparto va a Ponte San Pietro per passare sui SIA 7b.
Nel 1917 ha svolto 179 voli di guerra e rinasce all'Aeroporto di Brescia-Ghedi nel febbraio 1918 tornando il 2 marzo a Cavazzo Carnico nel II Gruppo.
La 1ª Sezione va a Marcon nel V Gruppo per la 3ª Armata, la 2ª Sezione va a Casoni nel XII Gruppo (poi 12º Gruppo caccia) per la 4ª Armata e la 3ª Sezione va Nove di Bassano nel VII Gruppo per il Comando Truppe Altopiano e da metà marzo all'Aeroporto di Istrana nel XIX Gruppo.
Alla metà di maggio la 1ª Sezione dispone di 4 piloti, la 2ª Sezione 4 piloti e 15 osservatori e la 3^ di Falzè 2 piloti ed un osservatore.
Dopo vari incidenti di volo i SIA non vengono fatti più volare ed il 12 luglio la squadriglia viene sciolta mandando 3 SIA in magazzino.
Alla fine del mese di ottobre è a Ghedi per passare sui SAML ed è pronta il 4 febbraio 1919 ma viene sciolta.

### Il dopoguerra ed Aviazione Legionaria
Il 1º Giugno 1924 rinasce all'Aeroporto di Pisa-San Giusto con gli Ansaldo A.300 della Regia Aeronautica, comandata dal Tenente pilota Federico Frezzan. 
L'1 Luglio 1924 il comando passa al Ten. pilota Vittorio Marchesi.
Il 3 Aprile 1927 il comando passa al Capitano pilota Guglielmo Mondini.
Il 1º ottobre 1927 il comando interinale passa al Ten. pilota Ugo Nocentini.
Il 7 novembre 1927 il comando va al Cap. pilota Erminio Ermo ed il 23 marzo 1928 ancora a Nocentini.
Il 22 maggio 1928 il comando va al Cap. pilota Enrico Pezzi.
Nel giugno 1930 cominciano ad arrivare gli IMAM Ro.1 ed al 31 luglio successivo dispone di 6 A.300 e 4 Ro.1.
Il 31 gennaio 1931 i 3 Ansaldo vengono trasportati a Grottaglie per la Scuola osservazione Aerea.
Il 10 ottobre 1931 il comando interinale va al Ten. Nicola Di Mauro.
La Squadriglia venne inizialmente costituita come 4ª Squadriglia nel gennaio 1937 dell'Aviazione Legionaria.
Nell'aprile 1937 fu formato il XVI Gruppo "Cucaracha" comprendente la 24ª Squadriglia, che precedentemente era la 1ª Escuadrilla de Caza del Tercio o Squadriglia Cucaracha,  sui Fiat C.R.32.
Dal settembre successivo vi prestava servizio il Capitano Luigi Bianchi (militare) fino al settembre 1938, quando vi erano 12 Fiat C.R.32, con il nome di copertura di Luigi Berenghi. In terra iberica ottenne l'abbattimento di due Polikarpov I-16, venne decorato di due Medaglie d'argento al valor militare e fu promosso al grado di maggiore per meriti di guerra il 21 luglio 1938.
Dal novembre 1937 vi fecero parte anche il Maresciallo Giuseppe Biron e dall'aprile 1938 il Tenente Pier Giuseppe Scarpetta fino alla fine dell'anno.
Nel settembre 1939 era a Verona quando entra nel 21º Stormo con gli IMAM Ro.37.

### Seconda guerra mondiale
Al 10 giugno 1940 era a Verona con 6 Ro.37 nel 68º Gruppo del 21º Stormo Osservazione Aerea per la 4ª Armata nell'Aviazione Ausiliaria per l'Esercito.